# Политическое убийство
Политическое убийство — умышленное убийство политика либо другого лица, занимающегося общественной деятельностью, по политическим, идеологическим или военным причинам. Осуществляются с целью достижения политической цели (переворота, раскола вражеской организации и т. п.) одиночками, террористическими организациями и/или спецслужбами государств.

## История термина
Первым задокументированным примером политического убийства стало убийство Гедалии, вавилонского наместника Иудеи, совершённое в 586 году до нашей эры и описанное пророком Иеремией.
Также известными жертвами были Филипп II Македонский и Гай Юлий Цезарь. В Китае было осуществлено покушение на Цинь Шихуанди.
В Средние века цареубийство было редким, но позднее тираноубийство или убийство по политическим мотивам стало вновь распространено. Так, в XVI веке были убиты Вильгельм I Оранский и короли Франции Генрих III и Генрих IV.
В XIX веке политические убийства стали применять левые подпольные организации, что проявилось, в частности, в деятельности народовольцев и убийстве ими императора Александра II.
Среди президентов США и их государственных деятелей были убиты Авраам Линкольн, Джеймс Гарфилд, Уильям Мак-Кинли, Джон Кеннеди и его брат Роберт.
Убийство наследника австро-венгерского престола Франца-Фердинанда послужило поводом к началу Первой мировой войны.
Широкую известность получило убийство проживавшего в изгнании Троцкого, осуществленное по приказу Иосифа Сталина.
Широко известна также неудачная «охота», открытая властями США на Фиделя Кастро после победы Кубинской Революции. Власти США также причастны к убийству чилийского генерала Рене Шнайдера, а также (косвенно) — капитана первого ранга Артуро Арайя.
Чилийская спецслужба ДИНА в период правления Аугусто Пиночета осуществила убийства чилийских политиков-эмигрантов Карлоса Пратса и Орландо Летельера, а также покушение на Бернардо Лейтона, который из-за полученных травм был вынужден прекратить политическую деятельность.
В 1948 году религиозным фанатиком был убит Махатма Ганди, в 1951 году — премьер-министр Пакистана Лиакат Али Хан, а в 1995 году — премьер-министр Израиля Ицхак Рабин. Среди премьер-министров Индии были убиты Индира Ганди в 1984 году и её сын Раджив Ганди — в 1991 году. В 1986 году был застрелен премьер-министр Швеции Улоф Пальме, а в 1993 году от взрыва бомбы погиб президент Шри-Ланки Ранасингхе Премадаса.
В условиях обострения классовой и политической борьбы зачастую политические убийства принимали массовый характер. Так, во время первой русской революции 1905—1907 годов с октября 1905 по конец 1906 года революционерами и террористами убито и ранено 3611 государственных служащих и частных лиц, за 1907 год — свыше 4500 человек, а в первый год после подавления революции (1908 год) — около 3900 человек. За 1908—1910 годы зафиксировано почти 20 000 террористических актов и революционных грабежей с гибелью 3783 человек и 3851 человек.
В XXI веке жертвами политических убийств стали премьер-министр Ливана Рафик Харири, премьер-министр Пакистана Беназир Бхутто, президент Гвинеи-Бисау Жуан-Бернарду Виейра, президент Гаити Жовенель Моиз и бывший премьер-министр Японии Синдзо Абэ.